# Valors particulars de la funció gamma
La funció gamma és una funció especial important en matemàtiques. Els seus valors particulars poden expressar-se en forma tancada per a arguments enters i mig enters, però no es coneixen expressions simples per als valors en punts racionals en general. Altres arguments fraccionaris es poden aproximar a través de productes infinits eficients, sèries infinites i relacions de recurrència.

## Enters i mitjos enters
Per a arguments enters positius, la funció gamma coincideix amb el factorial. Això és,
{\displaystyle \Gamma (n)=(n-1)!,}
i per tant
{\displaystyle {\begin{aligned}\Gamma (1)&=1,\\\Gamma (2)&=1,\\\Gamma (3)&=2,\\\Gamma (4)&=6,\\\Gamma (5)&=24,\end{aligned}}}
etcètera.
Per a nombres enters no positius, la funció gamma no està definida.
Per als mig enters positius, els valors de la funció es donen exactament per
{\displaystyle \Gamma \left({\tfrac {n}{2}}\right)={\sqrt {\pi }}{\frac {(n-2)!!}{2^{\frac {n-1}{2}}}}\,}
o equivalent, per a valors enters no negatius de n:
{\displaystyle {\begin{aligned}\Gamma \left({\tfrac {1}{2}}+n\right)&={\frac {(2n-1)!!}{2^{n}}}\,{\sqrt {\pi }}={\frac {(2n)!}{4^{n}n!}}{\sqrt {\pi }}\\\Gamma \left({\tfrac {1}{2}}-n\right)&={\frac {(-2)^{n}}{(2n-1)!!}}\,{\sqrt {\pi }}={\frac {(-4)^{n}n!}{(2n)!}}{\sqrt {\pi }}\end{aligned}}}
on n!! denota el doble factorial. En particular,
| {\displaystyle \Gamma \left({\tfrac {1}{2}}\right)\,} | {\displaystyle ={\sqrt {\pi }}\,}                 | {\displaystyle \approx 1.772\,453\,850\,905\,516\,0273\,} | (successió A002161 a l'OEIS) |
| {\displaystyle \Gamma \left({\tfrac {3}{2}}\right)\,} | {\displaystyle ={\tfrac {1}{2}}{\sqrt {\pi }}\,}  | {\displaystyle \approx 0.886\,226\,925\,452\,758\,0137\,} | (successió A019704 a l'OEIS) |
| {\displaystyle \Gamma \left({\tfrac {5}{2}}\right)\,} | {\displaystyle ={\tfrac {3}{4}}{\sqrt {\pi }}\,}  | {\displaystyle \approx 1.329\,340\,388\,179\,137\,0205\,} | (successió A245884 a l'OEIS) |
| {\displaystyle \Gamma \left({\tfrac {7}{2}}\right)\,} | {\displaystyle ={\tfrac {15}{8}}{\sqrt {\pi }}\,} | {\displaystyle \approx 3.323\,350\,970\,447\,842\,5512\,} | (successió A245885 a l'OEIS) |
i mitjançant la fórmula de reflexió,
| {\displaystyle \Gamma \left(-{\tfrac {1}{2}}\right)\,} | {\displaystyle =-2{\sqrt {\pi }}\,}                | {\displaystyle \approx -3.544\,907\,701\,811\,032\,0546\,} | (successió A019707 a l'OEIS) |
| {\displaystyle \Gamma \left(-{\tfrac {3}{2}}\right)\,} | {\displaystyle ={\tfrac {4}{3}}{\sqrt {\pi }}\,}   | {\displaystyle \approx 2.363\,271\,801\,207\,354\,7031\,}  | (successió A245886 a l'OEIS) |
| {\displaystyle \Gamma \left(-{\tfrac {5}{2}}\right)\,} | {\displaystyle =-{\tfrac {8}{15}}{\sqrt {\pi }}\,} | {\displaystyle \approx -0.945\,308\,720\,482\,941\,8812\,} | (successió A245887 a l'OEIS) |

## Argument racional general
En analogia amb la fórmula de mig enter,
{\displaystyle {\begin{aligned}\Gamma \left(n+{\tfrac {1}{3}}\right)&=\Gamma \left({\tfrac {1}{3}}\right){\frac {(3n-2)!!!}{3^{n}}}\\\Gamma \left(n+{\tfrac {1}{4}}\right)&=\Gamma \left({\tfrac {1}{4}}\right){\frac {(4n-3)!!!!}{4^{n}}}\\\Gamma \left(n+{\tfrac {1}{p}}\right)&=\Gamma \left({\tfrac {1}{p}}\right){\frac {{\big (}pn-(p-1){\big )}!^{(p)}}{p^{n}}}\end{aligned}}}
on n!(p) denota el p-èsim multifactorial de n. Numèricament,
{\displaystyle \Gamma \left({\tfrac {1}{3}}\right)\approx 2.678\,938\,534\,707\,747\,6337} (successió A073005 a l'OEIS)
{\displaystyle \Gamma \left({\tfrac {1}{4}}\right)\approx 3.625\,609\,908\,221\,908\,3119} (successió A068466 a l'OEIS)
{\displaystyle \Gamma \left({\tfrac {1}{5}}\right)\approx 4.590\,843\,711\,998\,803\,0532} (successió A175380 a l'OEIS)
{\displaystyle \Gamma \left({\tfrac {1}{6}}\right)\approx 5.566\,316\,001\,780\,235\,2043} (successió A175379 a l'OEIS)
{\displaystyle \Gamma \left({\tfrac {1}{7}}\right)\approx 6.548\,062\,940\,247\,824\,4377} (successió A220086 a l'OEIS)
{\displaystyle \Gamma \left({\tfrac {1}{8}}\right)\approx 7.533\,941\,598\,797\,611\,9047} (successió A203142 a l'OEIS).
Es desconeix si aquestes constants són transcendents en general, però Γ(13) i Γ(14) van ser transcendents per G. V. Chudnovsky.Des de fa temps, se sap que Γ(14) / 4√π és transcendent, i Yuri Nesterenko va demostrar el 1996 que Γ(14), π, i eπ són algebraicament independents.
El nombre Γ(14) està relacionat amb la constant de la lemniscata S per
{\displaystyle \Gamma \left({\tfrac {1}{4}}\right)={\sqrt {{\sqrt {2\pi }}S}},}
i ha estat conjecturada per Gramain com
{\displaystyle \Gamma \left({\tfrac {1}{4}}\right)={\sqrt[{4}]{4\pi ^{3}e^{2\gamma -\mathrm {\delta } +1}}}}
on δ és la constant de Masser-Gramain (successió A086058 a l'OEIS), encara que el treball numèric de Melquiond et al. indica que aquesta conjectura és falsa.
Borwein i Zucker van descobrir que Γ(n24) es pot expressar algebraicament en termes de π, K(k(1)), K(k(2)), K(k(3)), i K(k(6)) on K(k(N)) és una integral integral el·líptica de primera espècie. Això permet aproximar de forma eficient la funció gamma d'arguments racionals amb una alta precisió utilitzant iteracions de convergència quadràtica de la mitjana aritmètico-geomètrica. No es coneixen cap relació similar en Γ(15) o en altres denominadors.
En particular, on AGM() és la mitjana aritmètica-geomètrica, tenim
{\displaystyle \Gamma \left({\tfrac {1}{3}}\right)={\frac {2^{\frac {7}{9}}\cdot \pi ^{\frac {2}{3}}}{3^{\frac {1}{12}}\cdot AGM\left(2,{\sqrt {2+{\sqrt {3}}}}\right)^{\frac {1}{3}}}}}
{\displaystyle \Gamma \left({\tfrac {1}{4}}\right)={\sqrt {\frac {(2\pi )^{\frac {3}{2}}}{AGM\left({\sqrt {2}},1\right)}}}}
{\displaystyle \Gamma \left({\tfrac {1}{6}}\right)={\frac {2^{\frac {14}{9}}\cdot 3^{\frac {1}{3}}\cdot \pi ^{\frac {5}{6}}}{AGM\left(1+{\sqrt {3}},{\sqrt {8}}\right)^{\frac {2}{3}}}}.}
Altres fórmules inclouen els productes infinits
{\displaystyle \Gamma \left({\tfrac {1}{4}}\right)=(2\pi )^{\frac {3}{4}}\prod _{k=1}^{\infty }\tanh \left({\frac {\pi k}{2}}\right)}
i
{\displaystyle \Gamma \left({\tfrac {1}{4}}\right)=A^{3}e^{-{\frac {G}{\pi }}}{\sqrt {\pi }}2^{\frac {1}{6}}\prod _{k=1}^{\infty }\left(1-{\frac {1}{2k}}\right)^{k(-1)^{k}}}
on A és la constant de Glaisher-Kinkelin i G és la constant del Catalan.
C. H. Brown va derivar ràpidament convergent la sèrie infinita convergent per a valors particulars de la funció gamma:
{\displaystyle {\begin{aligned}{\frac {\left(\Gamma \left({\tfrac {1}{3}}\right)\right)^{6}}{12\pi ^{4}}}&={\frac {1}{\sqrt {10}}}\sum _{k=0}^{\infty }{\frac {(6k)!(-1)^{k}}{(k!)^{3}(3k)!3^{k}160^{3k}}}\\{\frac {\left(\Gamma \left({\tfrac {1}{4}}\right)\right)^{4}}{128\pi ^{3}}}&={\frac {1}{\sqrt {u}}}\sum _{k=0}^{\infty }{\frac {(6k)!(2w)^{k}}{(k!)^{3}(3k)!6486^{3k}}}\end{aligned}}}
on,
{\displaystyle {\begin{aligned}u&=273+180{\sqrt {2}}\\v&=1+{\sqrt {2}}\\w&=-761\,354\,780+538\,359\,129{\sqrt {2}}={\frac {6486^{3}}{2\left(uv^{2}{\sqrt {2}}\right)^{3}}}\end{aligned}}}
de manera equivalent,
{\displaystyle {\frac {\left(\Gamma \left({\tfrac {1}{4}}\right)\right)^{4}}{128\pi ^{3}}}={\frac {1}{\sqrt {u}}}\sum _{k=0}^{\infty }{\frac {(6k)!}{(k!)^{3}(3k)!}}{\frac {1}{(uv^{2}{\sqrt {2}})^{3k}}}.}
Les següents dues representacions per a Γ(34) van ser lliurades per I. Mező
{\displaystyle {\sqrt {\frac {\pi {\sqrt {e^{\pi }}}}{2}}}{\frac {1}{\Gamma ^{2}\left({\frac {3}{4}}\right)}}=i\sum _{k=-\infty }^{\infty }e^{\pi (k-2k^{2})}\vartheta _{1}\left({\frac {i\pi }{2}}(2k-1),e^{-\pi }\right),}
i
{\displaystyle {\sqrt {\frac {\pi }{2}}}{\frac {1}{\Gamma ^{2}\left({\frac {3}{4}}\right)}}=\sum _{k=-\infty }^{\infty }{\frac {\vartheta _{4}(ik\pi ,e^{-\pi })}{e^{2\pi k^{2}}}},}
on ϑ1 i ϑ₄ són dues de les funcions theta de Jacobi.

## Productes
Algunes identitats de productes inclouen:
{\displaystyle \prod _{r=1}^{2}\Gamma \left({\tfrac {r}{3}}\right)={\frac {2\pi }{\sqrt {3}}}\approx 3.627\,598\,728\,468\,435\,7012} (successió A186706 a l'OEIS)
{\displaystyle \prod _{r=1}^{3}\Gamma \left({\tfrac {r}{4}}\right)={\sqrt {2\pi ^{3}}}\approx 7.874\,804\,972\,861\,209\,8721} (successió A220610 a l'OEIS)
{\displaystyle \prod _{r=1}^{4}\Gamma \left({\tfrac {r}{5}}\right)={\frac {4\pi ^{2}}{\sqrt {5}}}\approx 17.655\,285\,081\,493\,524\,2483}
{\displaystyle \prod _{r=1}^{5}\Gamma \left({\tfrac {r}{6}}\right)=4{\sqrt {\frac {\pi ^{5}}{3}}}\approx 40.399\,319\,122\,003\,790\,0785}
{\displaystyle \prod _{r=1}^{6}\Gamma \left({\tfrac {r}{7}}\right)={\frac {8\pi ^{3}}{\sqrt {7}}}\approx 93.754\,168\,203\,582\,503\,7970}
{\displaystyle \prod _{r=1}^{7}\Gamma \left({\tfrac {r}{8}}\right)=4{\sqrt {\pi ^{7}}}\approx 219.828\,778\,016\,957\,263\,6207}
En general:
{\displaystyle \prod _{r=1}^{n}\Gamma \left({\tfrac {r}{n+1}}\right)={\sqrt {\frac {(2\pi )^{n}}{n+1}}}}
A partir d'aquests productes es poden deduir altres valors, per exemple, de les equacions anteriors per a {\displaystyle \prod _{r=1}^{3}\Gamma \left({\tfrac {r}{4}}\right)}, {\displaystyle \Gamma \left({\tfrac {1}{4}}\right)} i {\displaystyle \Gamma \left({\tfrac {2}{4}}\right)}, es pot deduir:
{\displaystyle \Gamma \left({\tfrac {3}{4}}\right)=\left({\tfrac {\pi }{2}}\right)^{\tfrac {1}{4}}{AGM\left({\sqrt {2}},1\right)}^{\tfrac {1}{2}}}
Altres relacions racionals inclouen
{\displaystyle {\frac {\Gamma \left({\tfrac {1}{5}}\right)\Gamma \left({\tfrac {4}{15}}\right)}{\Gamma \left({\tfrac {1}{3}}\right)\Gamma \left({\tfrac {2}{15}}\right)}}={\frac {{\sqrt {2}}\,{\sqrt[{20}]{3}}}{{\sqrt[{6}]{5}}\,{\sqrt[{4}]{5-{\frac {7}{\sqrt {5}}}+{\sqrt {6-{\frac {6}{\sqrt {5}}}}}}}}}}
{\displaystyle {\frac {\Gamma \left({\tfrac {1}{20}}\right)\Gamma \left({\tfrac {9}{20}}\right)}{\Gamma \left({\tfrac {3}{20}}\right)\Gamma \left({\tfrac {7}{20}}\right)}}={\frac {{\sqrt[{4}]{5}}\left(1+{\sqrt {5}}\right)}{2}}}
{\displaystyle {\frac {\Gamma \left({\frac {1}{5}}\right)^{2}}{\Gamma \left({\frac {1}{10}}\right)\Gamma \left({\frac {3}{10}}\right)}}={\frac {\sqrt {1+{\sqrt {5}}}}{2^{\tfrac {7}{10}}{\sqrt[{4}]{5}}}}}
i moltes més relacions per a Γ(nd) on el denominador d divideix 24 o 60.

## Arguments imaginaris i complexos
La funció gamma a la unitat imaginària {\displaystyle i={\sqrt {-1}}} dona (successió A212877 a l'OEIS), (successió A212878 a l'OEIS):
{\displaystyle \Gamma (i)=(-1+i)!\approx -0.1549-0.4980i.}
També es pot donar en funció de la funció G de Barnes:
{\displaystyle \Gamma (i)={\frac {G(1+i)}{G(i)}}=e^{-\log G(i)+\log G(1+i)}.}
Curiosament, {\displaystyle \Gamma (i)}apareix a l'avaluació integral següent:
{\displaystyle \int _{0}^{\pi /2}\{\cot(x)\}dx=1-{\frac {\pi }{2}}+{\frac {i}{2}}\log \left({\frac {\pi }{\sinh(\pi )\Gamma (i)^{2}}}\right).}
on {\displaystyle \{\cdot \}} denota la part fraccionària.
La funció gamma amb altres arguments complexos dona:
{\displaystyle \Gamma (1+i)=i\Gamma (i)\approx 0.498-0.155i}
{\displaystyle \Gamma (1-i)=-i\Gamma (-i)\approx 0.498+0.155i}
{\displaystyle \Gamma ({\tfrac {1}{2}}+{\tfrac {1}{2}}i)\approx 0.818\,163\,9995-0.763\,313\,8287\,i}
{\displaystyle \Gamma ({\tfrac {1}{2}}-{\tfrac {1}{2}}i)\approx 0.818\,163\,9995+0.763\,313\,8287\,i}
{\displaystyle \Gamma (5+3i)\approx 0.016\,041\,8827-9.433\,293\,2898\,i}
{\displaystyle \Gamma (5-3i)\approx 0.016\,041\,8827+9.433\,293\,2897\,i.}

## Altres constants
La funció gamma té un mínim local en l'eix real positiu
{\displaystyle x_{\min }=1.461\,632\,144\,968\,362\,341\,262\ldots \,} (successió A030169 a l'OEIS)
amb el valor
{\displaystyle \Gamma \left(x_{\min }\right)=0.885\,603\,194\,410\,888\ldots \,} (successió A030171 a l'OEIS).
La integració de la funció gamma inversa al llarg de l'eix real positiu també proporciona la constant de Fransén-Robinson.
En l'eix real negatiu, els primers màxims i mínims locals (zeros de la funció digamma) són:
| x                                       | Γ(x)                                    | OEIS                         |
| --------------------------------------- | --------------------------------------- | ---------------------------- |
| −0, 504 083 008 264 455 409 258 269 304 | −3, 544 643 611 155 005 089 121 963 993 | (successió A175472 a l'OEIS) |
| −1, 573 498 473 162 390 458 778 286 043 | 2, 302 407 258 339 680 135 823 582 039  | (successió A175473 a l'OEIS) |
| −2, 610 720 868 444 144 650 001 537 715 | −0, 888 136 358 401 241 920 095 528 029 | (successió A175474 a l'OEIS) |
| −3, 635 293 366 436 901 097 839 181 566 | 0, 245 127 539 834 366 250 438 230 088  | (successió A256681 a l'OEIS) |
| −4, 653 237 761 743 142 441 714 598 151 | −0, 052 779 639 587 319 400 760 483 570 | (successió A256682 a l'OEIS) |
| −5, 667 162 441 556 885 535 849 474 174 | 0, 009 324 594 482 614 850 521 711 923  | (successió A256683 a l'OEIS) |
| −6, 678 418 213 073 426 742 829 855 888 | −0, 001 397 396 608 949 767 301 307 488 | (successió A256684 a l'OEIS) |
| −7, 687 788 325 031 626 037 440 098 891 | 0, 000 181 878 444 909 404 188 101 417  | (successió A256685 a l'OEIS) |
| −8, 695 764 163 816 401 266 488 776 160 | −0, 000 020 925 290 446 526 668 753 697 | (successió A256686 a l'OEIS) |
| −9, 702 672 540 001 863 736 084 426 764 | 0, 000 002 157 416 104 522 850 540 503  | (successió A256687 a l'OEIS) |